# Joriskwartier
Het Joriskwartier is een buurt in het stadsdeel Stratum in de stad Eindhoven, in de Nederlandse provincie Noord-Brabant. De buurt is gelegen in de wijk Oud-Stratum, ten zuidoosten van Eindhoven Centrum, binnen de ringweg. Een andere naam voor de buurt is Heistraat. Op 1 januari 2023 telde de buurt 1.275 inwoners, verdeeld over 654 woningen, met een gemiddelde WOZ-waarde van € 352.000, op een oppervlakte van 0,15 km².
De buurt ligt in de wijk Oud-Stratum die bestaat uit de volgende buurten:
- Irisbuurt
- Rochusbuurt
- Elzent-Noord
- Tuindorp (Witte Dorp)
- Joriskwartier (Heistraat)
- Bloemenplein
- Looiakkers
- Elzent-Zuid

## Foto's

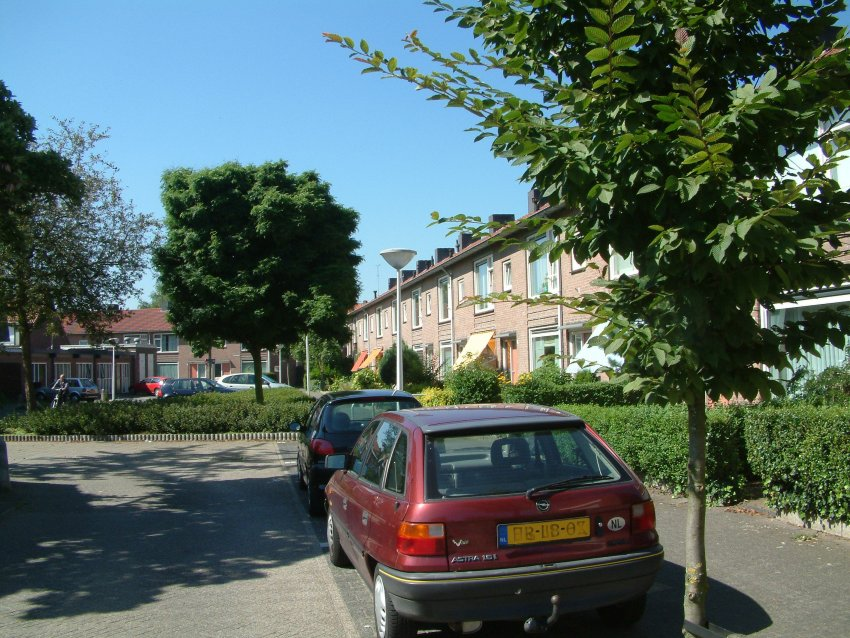
Rozemarijnstraat
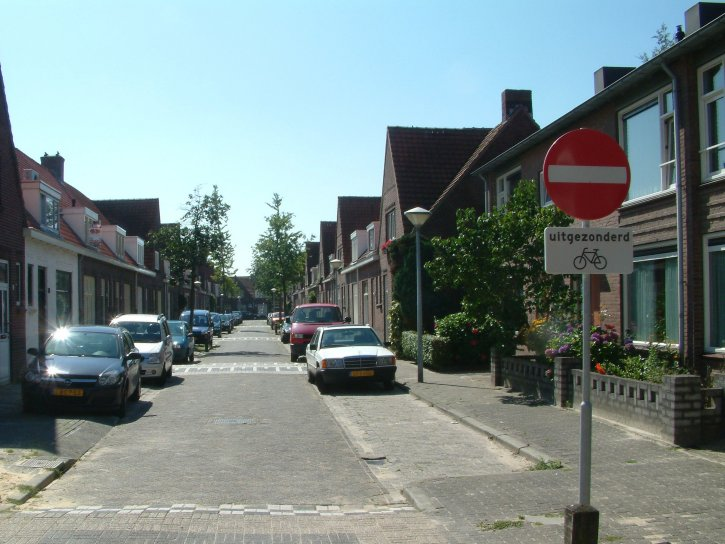
Azaleastraat
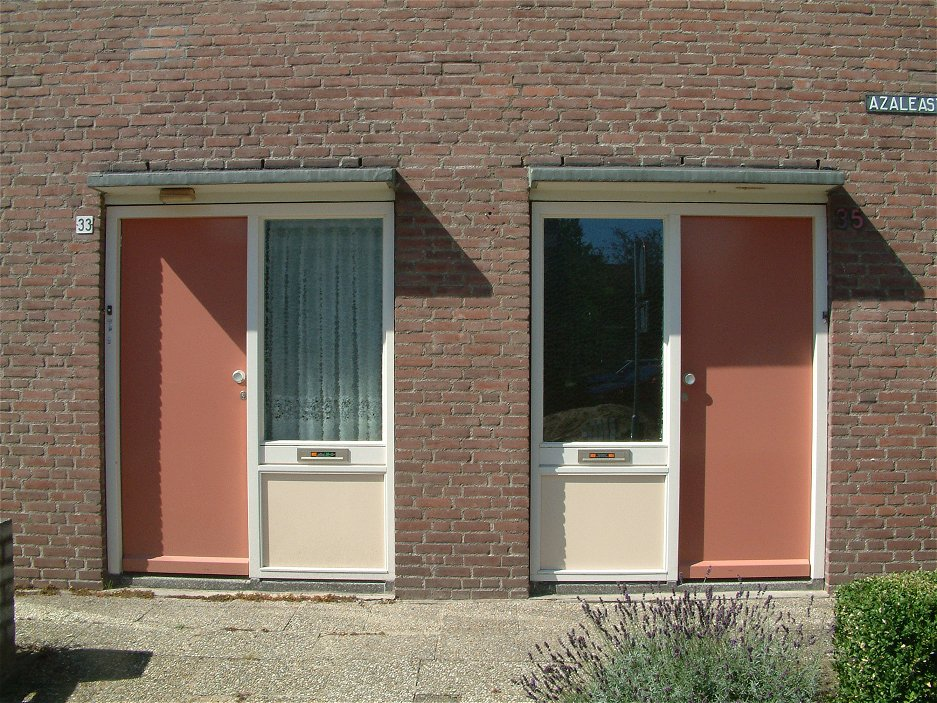
Azaleastraat